# 존 마틴 (음악가)
존 마틴(John Martyn, 1948년 9월 11일 ~ 2009년 1월 29일)은 영국의 음악가이다.